# Hannoverscher Sportverein von 1896 2006-2007
Questa voce raccoglie le informazioni riguardanti l'Hannoverscher Sportverein von 1896 nelle competizioni ufficiali della stagione 2006-2007.

## Stagione
Nella stagione 2006-2007 l'Hannover, allenato da Peter Neururer e Dieter Hecking, concluse il campionato di Bundesliga all'11º posto. In Coppa di Germania l'Hannover fu eliminato ai quarti di finale dal Norimberga.

## Rosa
| N. |                        | Ruolo | Calciatore            |
| -- | ---------------------- | ----- | --------------------- |
| 1  | Germania (bandiera)    | P     | Robert Enke           |
| 3  | Polonia (bandiera)     | D     | Dariusz Żuraw         |
| 5  | Svezia (bandiera)      | D     | Christoffer Andersson |
| 6  | Stati Uniti (bandiera) | D     | Steve Cherundolo      |
| 7  | Slovacchia (bandiera)  | A     | Erik Jendrišek        |
| 8  | Albania (bandiera)     | C     | Altin Lala            |
| 9  | Islanda (bandiera)     | A     | Gunnar Þorvaldsson    |
| 10 | Paesi Bassi (bandiera) | C     | Arnold Bruggink       |
| 11 | Ungheria (bandiera)    | C     | Szabolcs Huszti       |
| 13 | Germania (bandiera)    | A     | Thomas Brdarić        |
| 14 | Germania (bandiera)    | C     | Hanno Balitsch        |
| 16 | Iran (bandiera)        | A     | Vahid Hashemian       |
| 18 | Germania (bandiera)    | D     | Michael Tarnat        |
| 20 | Germania (bandiera)    | P     | Richard Golz          |
| 21 | Germania (bandiera)    | D     | Tobias Willers        |
| 22 | Germania (bandiera)    | D     | Frank Fahrenhorst     |

| N. |                      | Ruolo | Calciatore            |
| -- | -------------------- | ----- | --------------------- |
| 23 | Bulgaria (bandiera)  | C     | Čavdar Jankov         |
| 24 | Rep. Ceca (bandiera) | A     | Jiří Štajner          |
| 25 | Australia (bandiera) | P     | Frank Juric           |
| 26 | Germania (bandiera)  | C     | Jan Rosenthal         |
| 27 | Germania (bandiera)  | C     | Silvio Schröter       |
| 28 | Germania (bandiera)  | C     | Hendrik Hahne         |
| 30 | Germania (bandiera)  | P     | Morten Jensen         |
| 31 | Germania (bandiera)  | A     | Fabian Montabell      |
| 32 | Germania (bandiera)  | D     | Moritz Marheineke     |
| 33 | Turchia (bandiera)   | C     | Ferhat Bıkmaz         |
| 35 | Germania (bandiera)  | D     | Sören Halfar          |
| 36 | Germania (bandiera)  | C     | Johannes Dietwald     |
| 38 | Germania (bandiera)  | C     | Patrick Schiermeister |
| 39 | Germania (bandiera)  | A     | Sebastian Stachnik    |
| 40 | Brasile (bandiera)   | D     | Vinícius              |

## Organigramma societario
Area tecnica
- Allenatore: Peter Neururer (1ª-3ª) e Dieter Hecking (4ª-34ª)
- Allenatore in seconda: Dirk Bremser
- Preparatore dei portieri: Jörg Sievers
- Preparatori atletici: Edward Kowalczuk

## Calciomercato

### Sessione estiva
| Acquisti | Acquisti              | Acquisti               | Acquisti |
| R.       | Nome                  | da                     | Modalità |
| -------- | --------------------- | ---------------------- | -------- |
| D        | Frank Fahrenhorst     | Werder Brema           |          |
| A        | Erik Jendrišek        | Ružomberok             |          |
| D        | Christoffer Andersson | Lillestrøm             |          |
| C        | Arnold Bruggink       | Heerenveen             |          |
| C        | Szabolcs Huszti       | Metz                   |          |
| C        | Timo Nagy             | Wacker Burghausen      |          |
| D        | Tobias Willers        | Hannover 96 (Juniores) |          |
| A        | Gunnar Þorvaldsson    | Halmstad               |          |

| Cessioni | Cessioni             | Cessioni            | Cessioni |
| R.       | Nome                 | da                  | Modalità |
| -------- | -------------------- | ------------------- | -------- |
| D        | Per Mertesacker      | Werder Brema        |          |
| C        | Christoph Dabrowski  | Bochum              |          |
| A        | Michael Delura       | Borussia M'gladbach |          |
| C        | Hendrik Großöhmichen | Osnabrück           |          |
| C        | Ricardo Sousa        | Boavista            |          |
| D        | Markus Schinner      | Ismaning            |          |
| A        | Daniel Stendel       | St. Pauli           |          |

### Sessione invernale
| Acquisti | Acquisti | Acquisti | Acquisti |
| R.       | Nome     | da       | Modalità |
| -------- | -------- | -------- | -------- |

| Cessioni | Cessioni     | Cessioni          | Cessioni |
| R.       | Nome         | da                | Modalità |
| -------- | ------------ | ----------------- | -------- |
| D        | Jonas Troest | Odense            |          |
| C        | Timo Nagy    | Wacker Burghausen |          |

## Risultati

### Bundesliga

#### Girone di andata
| Arbitro: | Wack |

|                           |           |                                            |
| Štajner 40’ Hashemian 67’ | Marcatori | 20’ Diego 79’ Almeida 85’ Klose 90’ Jensen |

| Arbitro: | Drees |

|                                        |           |  |
| Pantelić 20’, 63’ Dárdai 31’ Ebert 76’ | Marcatori |  |

| Arbitro: | Gagelmann |

|  |           |                                         |
|  | Marcatori | 15’ Schlaudraff 47’ Dum 72’ Plaßhenrich |

| Arbitro: | Brych |

|               |           |                  |
| Krzynówek 52’ | Marcatori | 51’, 61’ Brdarić |

| Arbitro: | Merk |

|             |           |              |
| Brdarić 74’ | Marcatori | 37’ Barbarez |

| Arbitro: | Stark |

|                  |           |                          |
| Smolarek 5’, 76’ | Marcatori | 75’ Hashemian 78’ Huszti |

| Arbitro: | Sippel |

|               |           |           |
| Hashemian 22’ | Marcatori | 56’ Meier |

| Arbitro: | Fleischer |

|                                 |           |               |
| Bajramović 18’ K'obiashvili 27’ | Marcatori | 52’ Rosenthal |

| Amburgo 28 ottobre 2006, ore 15:30 CEST 9ª giornata | Amburgo | 0 – 0 referto | Hannover 96 | AOL Arena (57 000 spett.)\| Arbitro: \| Kircher \| |
| Arbitro:                                            | Kircher |               |             |                                                    |

| Arbitro: | Schmidt |

|  |           |                     |
|  | Marcatori | 4’ Drsek 76’ Gkekas |

| Arbitro: | Kinhöfer |

|  |           |            |
|  | Marcatori | 43’ Huszti |

| Arbitro: | Drees |

|               |           |                            |
| Rosenthal 13’ | Marcatori | 49’ Hitzlsperger 54’ Cacau |

| Arbitro: | Stark |

|  |           |              |
|  | Marcatori | 50’ Balitsch |

| Arbitro: | Fandel |

|               |           |  |
| Hashemian 75’ | Marcatori |  |

| Arbitro: | Gräfe |

|  |           |                |
|  | Marcatori | 22’ Cherundolo |

| Arbitro: | Sippel |

|             |           |            |
| Brdarić 69’ | Marcatori | 67’ Ndjeng |

| Arbitro: | Gagelmann |

|                                          |           |            |
| Banović 32’ Schroth 56’ Mnari 90’ (rig.) | Marcatori | 5’ Brdarić |

#### Girone di ritorno
| Arbitro: | Merk |

|                                         |           |  |
| Borowski 5’ Almeida 67’ Mertesacker 74’ | Marcatori |  |

| Arbitro: | Schmidt |

|                                                          |           |  |
| Vinícius 16’, 37’ Fahrenhorst 45’ Rosenthal 64’ Lala 76’ | Marcatori |  |

| Arbitro: | Perl |

|                       |           |                                                       |
| Reghecampf 26’ (rig.) | Marcatori | 5’ Jankov 23’ Rosenthal 31’ (rig.) Huszti 90’ Štajner |

| Arbitro: | Fleischer |

|                              |           |                            |
| Balitsch 21’ Fahrenhorst 62’ | Marcatori | 3’ Klimowicz 25’ Krzynówek |

| Arbitro: | Gagelmann |

|  |           |              |
|  | Marcatori | 7’ Rosenthal |

| Arbitro: | Fandel |

|                                                 |           |                         |
| Huszti 56’ (rig.) Štajner 69’ Bruggink 76’, 78’ | Marcatori | 87’ Smolarek 90’ Kringe |

| Arbitro: | Merk |

|                        |           |  |
| Takahara 58’ Thurk 74’ | Marcatori |  |

| Arbitro: | Kircher |

|           |           |             |
| Tarnat 4’ | Marcatori | 2’ Altıntop |

| Hannover 17 marzo 2007, ore 15:30 CET 26ª giornata | Hannover 96 | 0 – 0 referto | Amburgo | AWD-Arena (49 000 spett.)\| Arbitro: \| Sippel \| |
| Arbitro:                                           | Sippel      |               |         |                                                   |

| Arbitro: | Fleischer |

|                       |           |  |
| Gkekas 35’ Epalle 42’ | Marcatori |  |

| Arbitro: | Gräfe |

|              |           |                                   |
| Bruggink 44’ | Marcatori | 53’ Demichelis 71’ Schweinsteiger |

| Arbitro: | Seemann |

|                             |           |                |
| Hilbert 2’ Żuraw 75’ (aut.) | Marcatori | 61’ Cherundolo |

| Arbitro: | Brych |

|              |           |  |
| Bruggink 32’ | Marcatori |  |

| Arbitro: | Perl |

|           |           |                         |
| Zidan 81’ | Marcatori | 26’ Bruggink 50’ Jankov |

| Arbitro: | Kinhöfer |

|                           |           |  |
| Vinícius 37’ Bruggink 83’ | Marcatori |  |

| Arbitro: | Kempter |

|                                   |           |               |
| Wichniarek 22’ Böhme 33’ Vata 65’ | Marcatori | 30’ Rosenthal |

| Arbitro: | Drees |

|  |           |                                       |
|  | Marcatori | 54’ Mintál 62’ Engelhardt 90’ Banović |

### Coppa di Germania
| Arbitro: | Fleischer |

|                  |           |                                     |
| Vorbeck 49’, 68’ | Marcatori | 36’ Bruggink 43’ Brdarić 54’ Huszti |

| Arbitro: | Brych |

|  |           |               |
|  | Marcatori | 86’ Hashemian |

| Arbitro: | Wagner |

|              |           |  |
| Balitsch 45’ | Marcatori |  |

| Arbitro: | Drees |

|                              |                      |                                      |
| Mnari Pinola Polák Reinhardt | Tiri di rigore 4 – 2 | Schröter Vinícius Cherundolo Štajner |

## Statistiche

### Statistiche di squadra
| Competizione      | Punti | In casa | In casa | In casa | In casa | In casa | In casa | In trasferta | In trasferta | In trasferta | In trasferta | In trasferta | In trasferta | Totale | Totale | Totale | Totale | Totale | Totale | DR |
| Competizione      | Punti | G       | V       | N       | P       | Gf      | Gs      | G            | V            | N            | P            | Gf           | Gs           | G      | V      | N      | P      | Gf     | Gs     | DR |
| ----------------- | ----- | ------- | ------- | ------- | ------- | ------- | ------- | ------------ | ------------ | ------------ | ------------ | ------------ | ------------ | ------ | ------ | ------ | ------ | ------ | ------ | -- |
| Bundesliga        | 44    | 17      | 5       | 6       | 6       | 23      | 24      | 17           | 7            | 2            | 8            | 18           | 26           | 34     | 12     | 8      | 14     | 41     | 50     | -9 |
| Coppa di Germania | -     | 1       | 1       | 0       | 0       | 1       | 0       | 3            | 2            | 1            | 0            | 4            | 2            | 4      | 3      | 1      | 0      | 5      | 2      | +3 |
| Totale            | 44    | 18      | 6       | 6       | 6       | 24      | 24      | 20           | 9            | 3            | 8            | 22           | 28           | 38     | 15     | 9      | 14     | 46     | 52     | -6 |

### Andamento in campionato
| Giornata  | 1  | 2  | 3  | 4  | 5  | 6  | 7  | 8  | 9  | 10 | 11 | 12 | 13 | 14 | 15 | 16 | 17 | 18 | 19 | 20 | 21 | 22 | 23 | 24 | 25 | 26 | 27 | 28 | 29 | 30 | 31 | 32 | 33 | 34 |
| --------- | -- | -- | -- | -- | -- | -- | -- | -- | -- | -- | -- | -- | -- | -- | -- | -- | -- | -- | -- | -- | -- | -- | -- | -- | -- | -- | -- | -- | -- | -- | -- | -- | -- | -- |
| Luogo     | C  | T  | C  | T  | C  | T  | C  | T  | T  | C  | T  | C  | T  | C  | T  | C  | T  | T  | C  | T  | C  | T  | C  | T  | C  | C  | T  | C  | T  | C  | T  | C  | T  | C  |
| Risultato | P  | P  | P  | V  | N  | N  | N  | P  | N  | P  | V  | P  | V  | V  | V  | N  | P  | P  | V  | V  | N  | V  | V  | P  | N  | N  | P  | P  | P  | V  | V  | V  | P  | P  |
| Posizione | 14 | 18 | 18 | 17 | 17 | 17 | 16 | 17 | 16 | 18 | 15 | 16 | 15 | 13 | 12 | 11 | 11 | 12 | 10 | 8  | 8  | 7  | 7  | 8  | 7  | 7  | 7  | 10 | 11 | 9  | 9  | 7  | 8  | 11 |

Legenda:

Luogo: C = Casa; T = Trasferta. Risultato: V = Vittoria; N = Pareggio; P = Sconfitta.

### Statistiche dei giocatori
| Giocatore        | Bundesliga | Bundesliga | Bundesliga  | Bundesliga | Coppa di Germania | Coppa di Germania | Coppa di Germania | Coppa di Germania | Totale   | Totale | Totale      | Totale     |
| Giocatore        | Presenze   | Reti       | Ammonizioni | Espulsioni | Presenze          | Reti              | Ammonizioni       | Espulsioni        | Presenze | Reti   | Ammonizioni | Espulsioni |
| ---------------- | ---------- | ---------- | ----------- | ---------- | ----------------- | ----------------- | ----------------- | ----------------- | -------- | ------ | ----------- | ---------- |
| C. Andersson     | 7          | 0          | 0           | 0          | 1                 | 0                 | 0                 | 0                 | 8        | 0      | 0           | 0          |
| H. Balitsch      | 33         | 2          | 9           | 0          | 4                 | 1                 | 2                 | 0                 | 37       | 3      | 11          | 0          |
| T. Brdarić       | 11         | 5          | 1           | 0          | 2                 | 1                 | 0                 | 0                 | 13       | 6      | 1           | 0          |
| A. Bruggink      | 32         | 6          | 2           | 0          | 3                 | 1                 | 0                 | 0                 | 35       | 7      | 2           | 0          |
| F. Bıkmaz        | 0          | 0          | 0           | 0          | 0                 | 0                 | 0                 | 0                 | 0        | 0      | 0           | 0          |
| S. Cherundolo    | 33         | 2          | 3           | 1          | 3                 | 0                 | 2                 | 0                 | 36       | 2      | 5           | 1          |
| J. Dietwald      | 0          | 0          | 0           | 0          | 0                 | 0                 | 0                 | 0                 | 0        | 0      | 0           | 0          |
| R. Enke          | 34         | 0          | 1           | 0          | 4                 | 0                 | 0                 | 0                 | 38       | 0      | 1           | 0          |
| F. Fahrenhorst   | 26         | 2          | 6           | 1          | 2                 | 0                 | 0                 | 0                 | 28       | 2      | 6           | 1          |
| R. Golz          | 0          | 0          | 0           | 0          | 0                 | 0                 | 0                 | 0                 | 0        | 0      | 0           | 0          |
| H. Hahne         | 0          | 0          | 0           | 0          | 0                 | 0                 | 0                 | 0                 | 0        | 0      | 0           | 0          |
| S. Halfar        | 3          | 0          | 0           | 0          | 1                 | 0                 | 0                 | 0                 | 4        | 0      | 0           | 0          |
| V. Hashemian     | 31         | 4          | 2           | 0          | 2                 | 1                 | 0                 | 0                 | 33       | 5      | 2           | 0          |
| S. Huszti        | 31         | 4          | 5           | 0          | 3                 | 1                 | 0                 | 0                 | 34       | 5      | 5           | 0          |
| E. Jendrišek     | 9          | 0          | 0           | 0          | 2                 | 0                 | 0                 | 0                 | 11       | 0      | 0           | 0          |
| M. Jensen        | 0          | 0          | 0           | 0          | 0                 | 0                 | 0                 | 0                 | 0        | 0      | 0           | 0          |
| F. Juric         | 0          | 0          | 0           | 0          | 0                 | 0                 | 0                 | 0                 | 0        | 0      | 0           | 0          |
| A. Lala          | 17         | 1          | 5           | 0          | 3                 | 0                 | 0                 | 0                 | 20       | 1      | 5           | 0          |
| M. Marheineke    | 0          | 0          | 0           | 0          | 0                 | 0                 | 0                 | 0                 | 0        | 0      | 0           | 0          |
| F. Montabell     | 2          | 0          | 0           | 0          | 0                 | 0                 | 0                 | 0                 | 2        | 0      | 0           | 0          |
| T. Nagy          | 0          | 0          | 0           | 0          | 0                 | 0                 | 0                 | 0                 | 0        | 0      | 0           | 0          |
| J. Rosenthal     | 29         | 6          | 0           | 0          | 4                 | 0                 | 0                 | 0                 | 33       | 6      | 0           | 0          |
| P. Schiermeister | 0          | 0          | 0           | 0          | 0                 | 0                 | 0                 | 0                 | 0        | 0      | 0           | 0          |
| S. Schröter      | 21         | 0          | 1           | 0          | 3                 | 0                 | 1                 | 0                 | 24       | 0      | 2           | 0          |
| S. Stachnik      | 0          | 0          | 0           | 0          | 0                 | 0                 | 0                 | 0                 | 0        | 0      | 0           | 0          |
| M. Tarnat        | 28         | 1          | 7           | 1          | 4                 | 0                 | 1                 | 0                 | 32       | 1      | 8           | 1          |
| J. Troest        | 1          | 0          | 0           | 0          | 0                 | 0                 | 0                 | 0                 | 1        | 0      | 0           | 0          |
| V. Vinícius      | 30         | 3          | 2           | 0          | 4                 | 0                 | 1                 | 0                 | 34       | 3      | 3           | 0          |
| T. Willers       | 0          | 0          | 0           | 0          | 0                 | 0                 | 0                 | 0                 | 0        | 0      | 0           | 0          |
| C. Jankov        | 28         | 2          | 3           | 0          | 3                 | 0                 | 0                 | 0                 | 31       | 2      | 3           | 0          |
| G. Þorvaldsson   | 7          | 0          | 0           | 0          | 0                 | 0                 | 0                 | 0                 | 7        | 0      | 0           | 0          |
| J. Štajner       | 34         | 3          | 3           | 0          | 4                 | 0                 | 0                 | 0                 | 38       | 3      | 3           | 0          |
| D. Żuraw         | 24         | 0          | 2           | 0          | 3                 | 0                 | 2                 | 0                 | 27       | 0      | 4           | 0          |